# Clematis caleoides
Clematis caleoides är en ranunkelväxtart som beskrevs av Standley och Steyerm.. Clematis caleoides ingår i släktet klematisar, och familjen ranunkelväxter. Inga underarter finns listade i Catalogue of Life.